# تی-۵۰ گلدن ایگل
کی‌ای‌آی تی-۵۰ گلدن ایگل (به انگلیسی: KAI T-50 Golden Eagle) (کره‌ای: 골든이글) یک هواپیمای آموزشی پیشرفته تک‌موتوره و محصول مشترک کره جنوبی و ایالات متحده آمریکا است. این هواپیمای آموزشی در کشورهای تایلند، اندونزی، فیلیپین، لهستان، عراق و کره‌جنوبی به‌عنوان هواپیمای آموزش پیشرفتهٔ خلبانی و هواپیمای رزمی استفاده می‌شود. این هواپیما از معدود هواپیماهای آموزشی است که توانایی گذر از سرعت صوت را دارد.

## نگارخانه

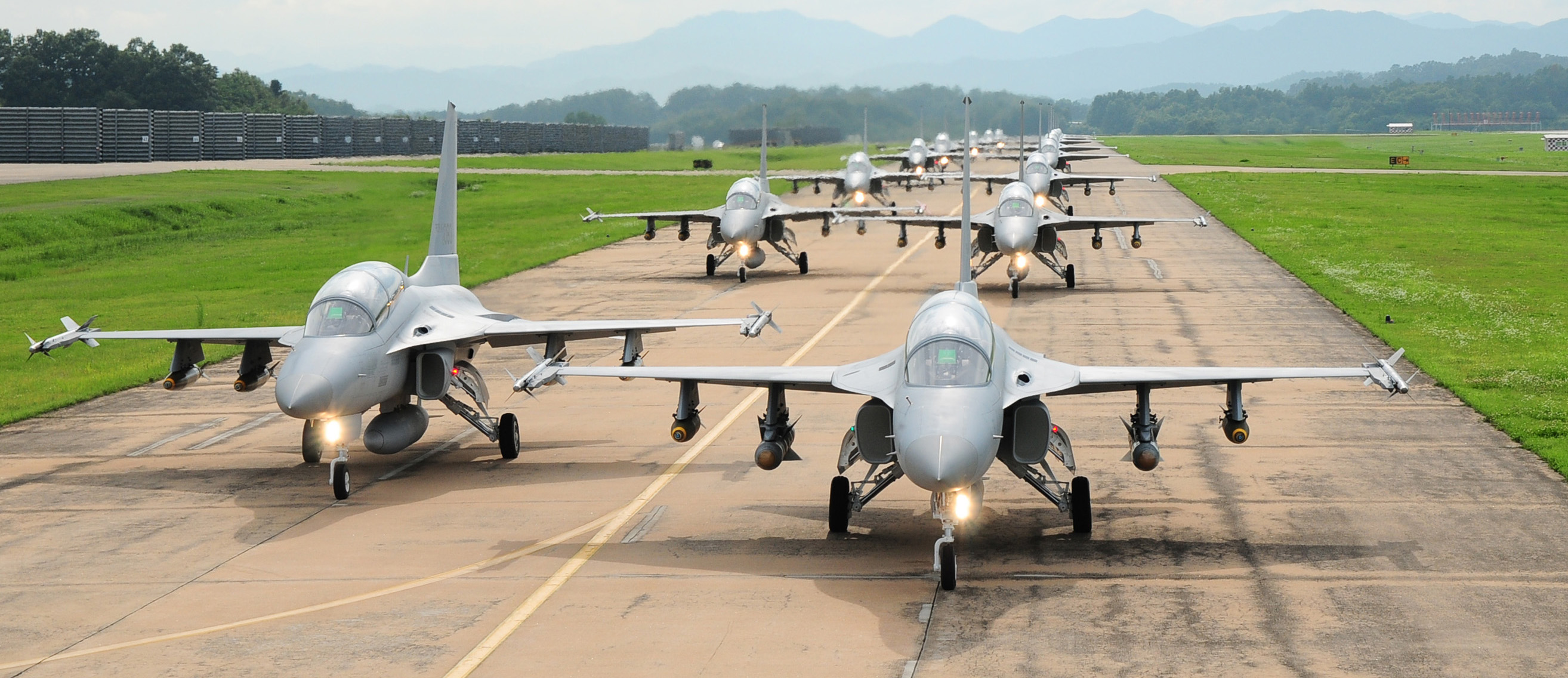
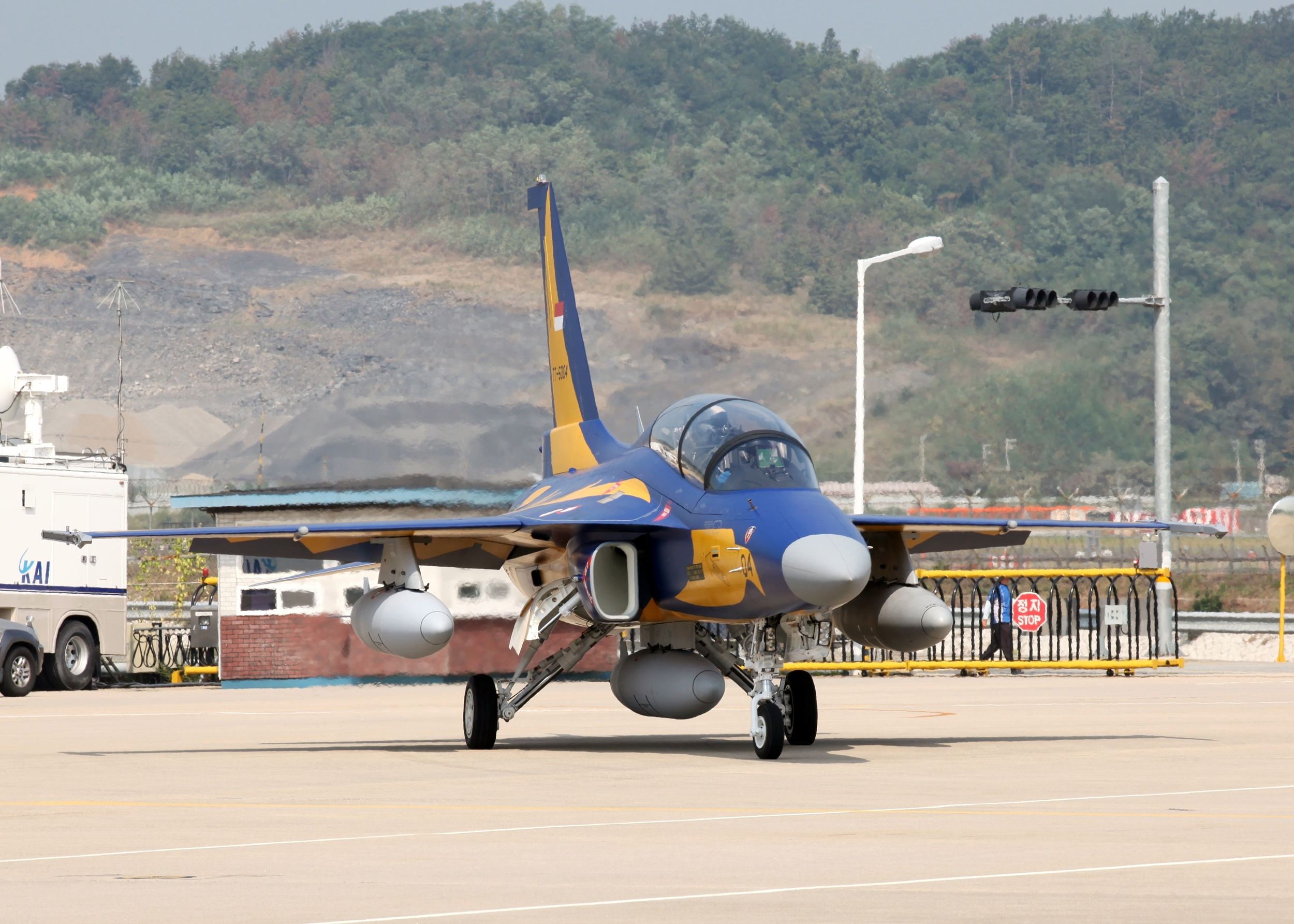
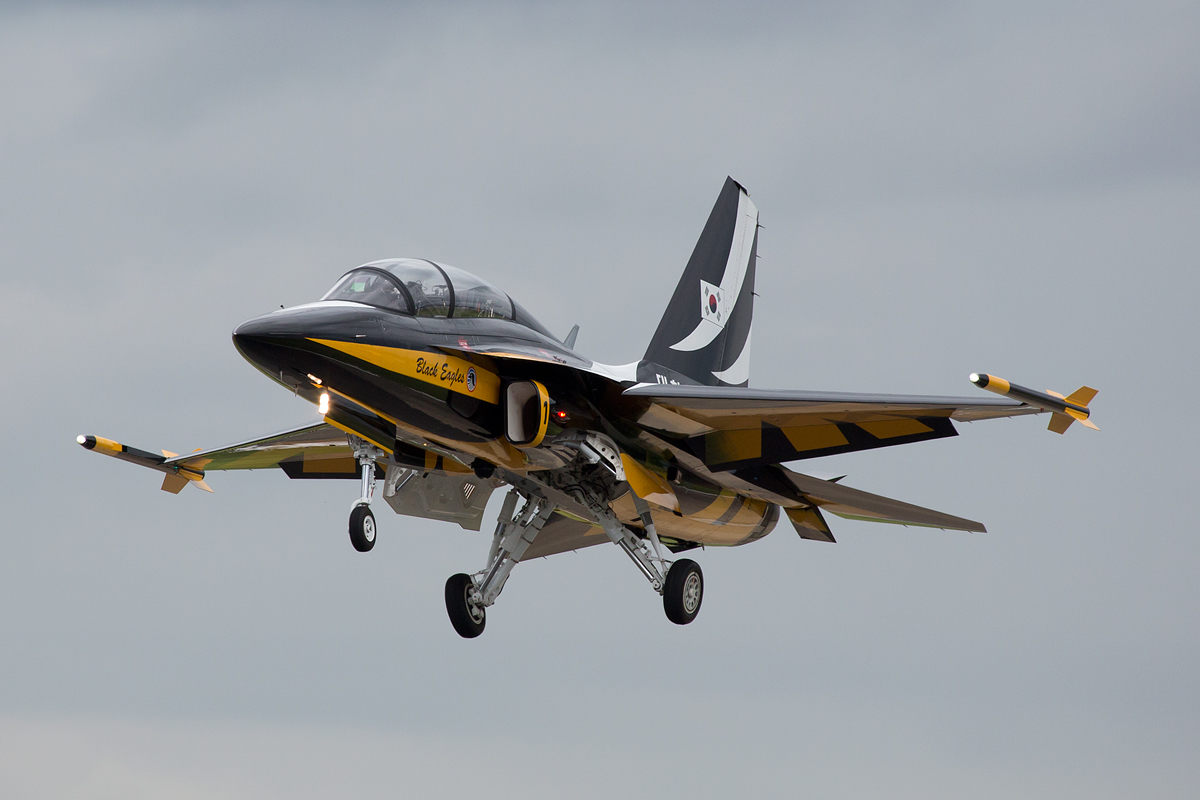
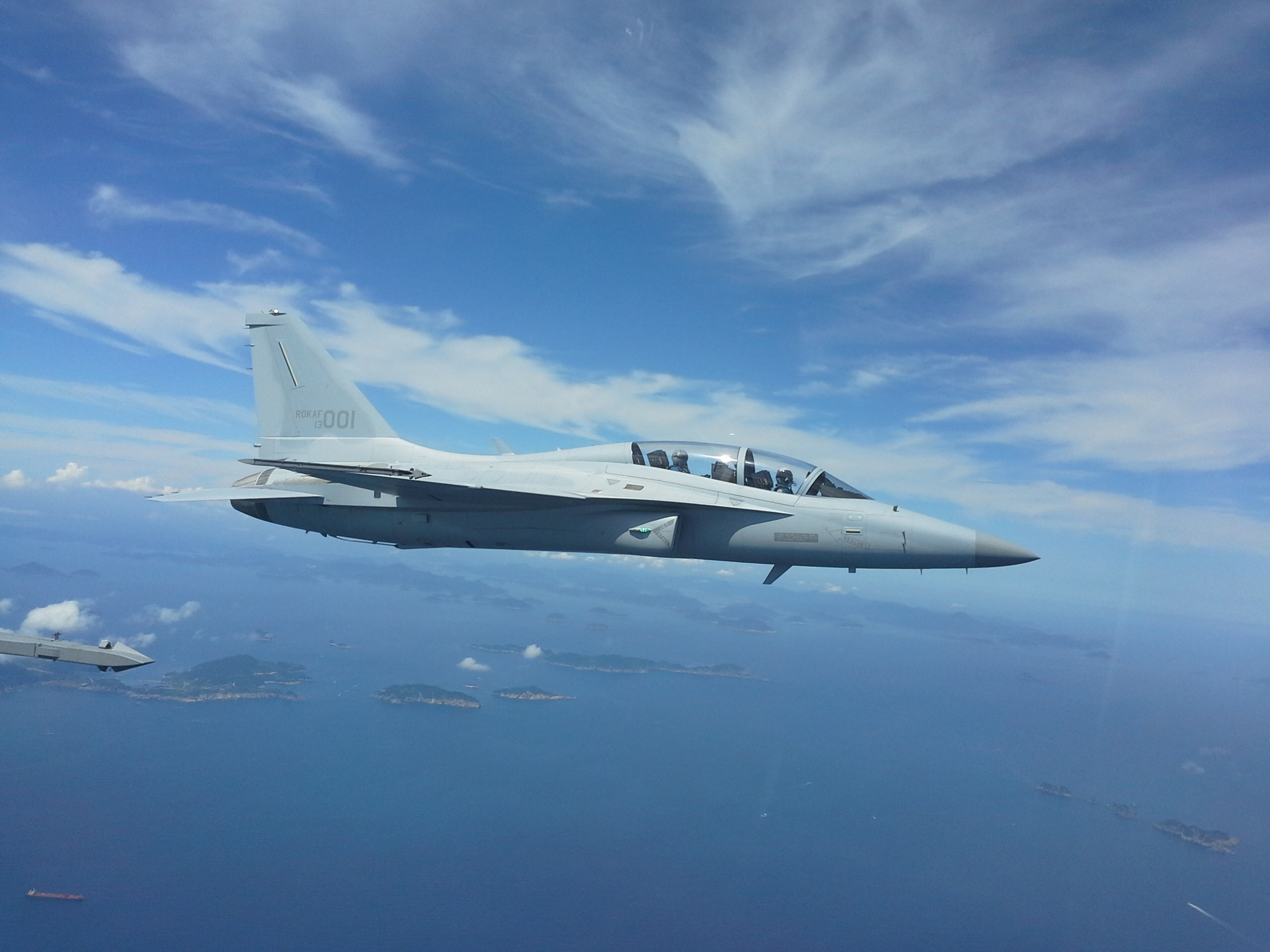
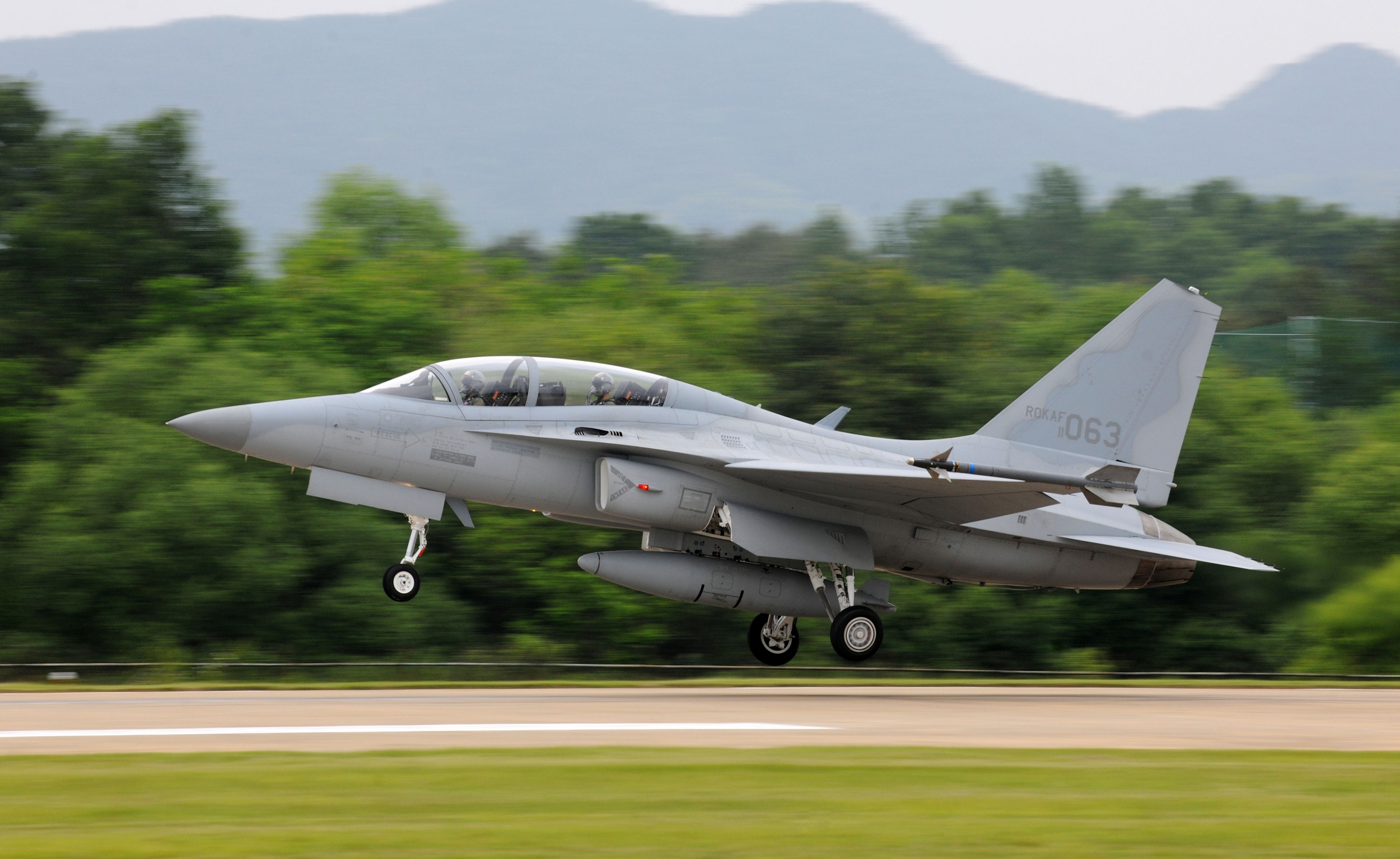
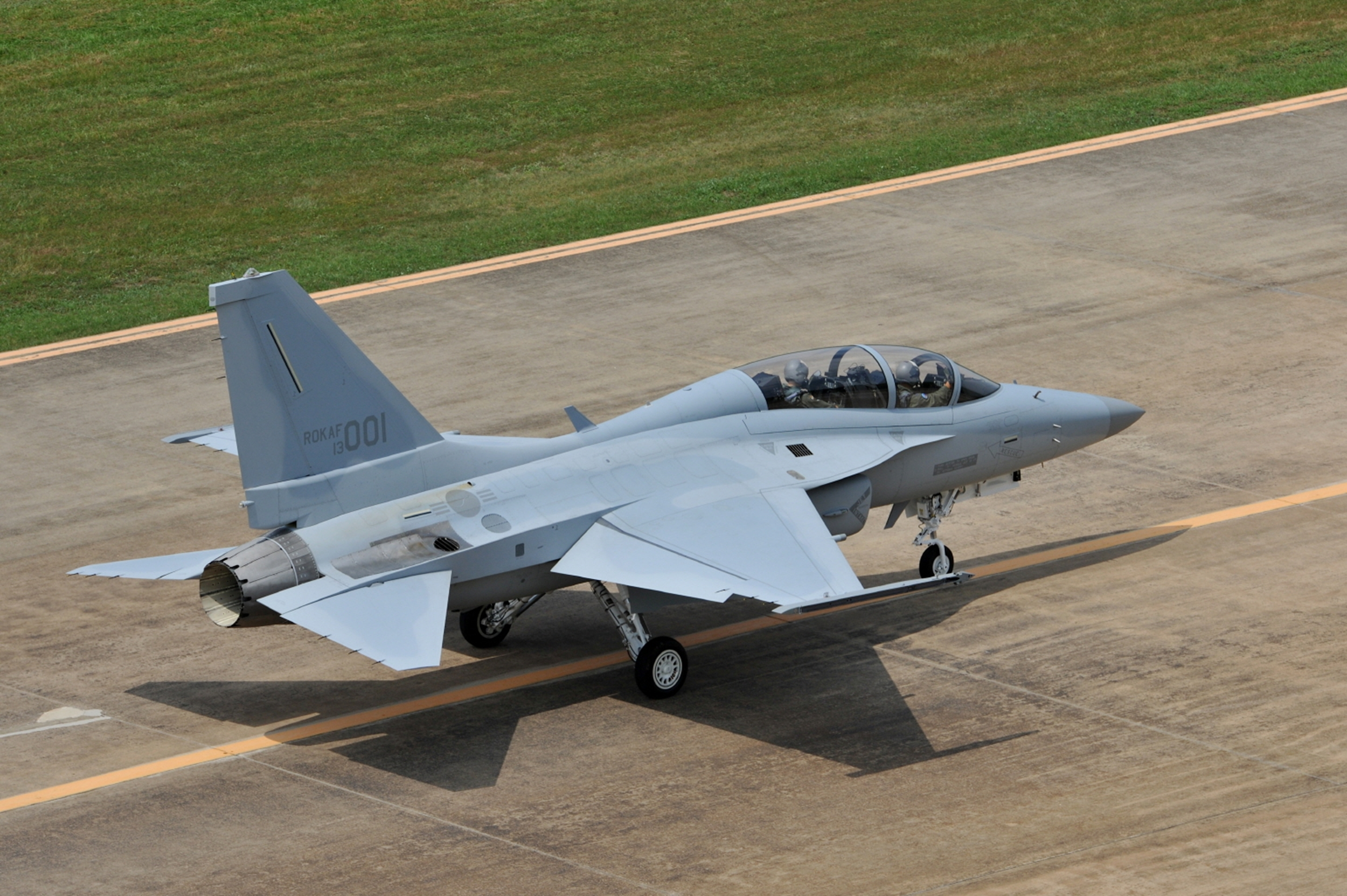

## مشخصات

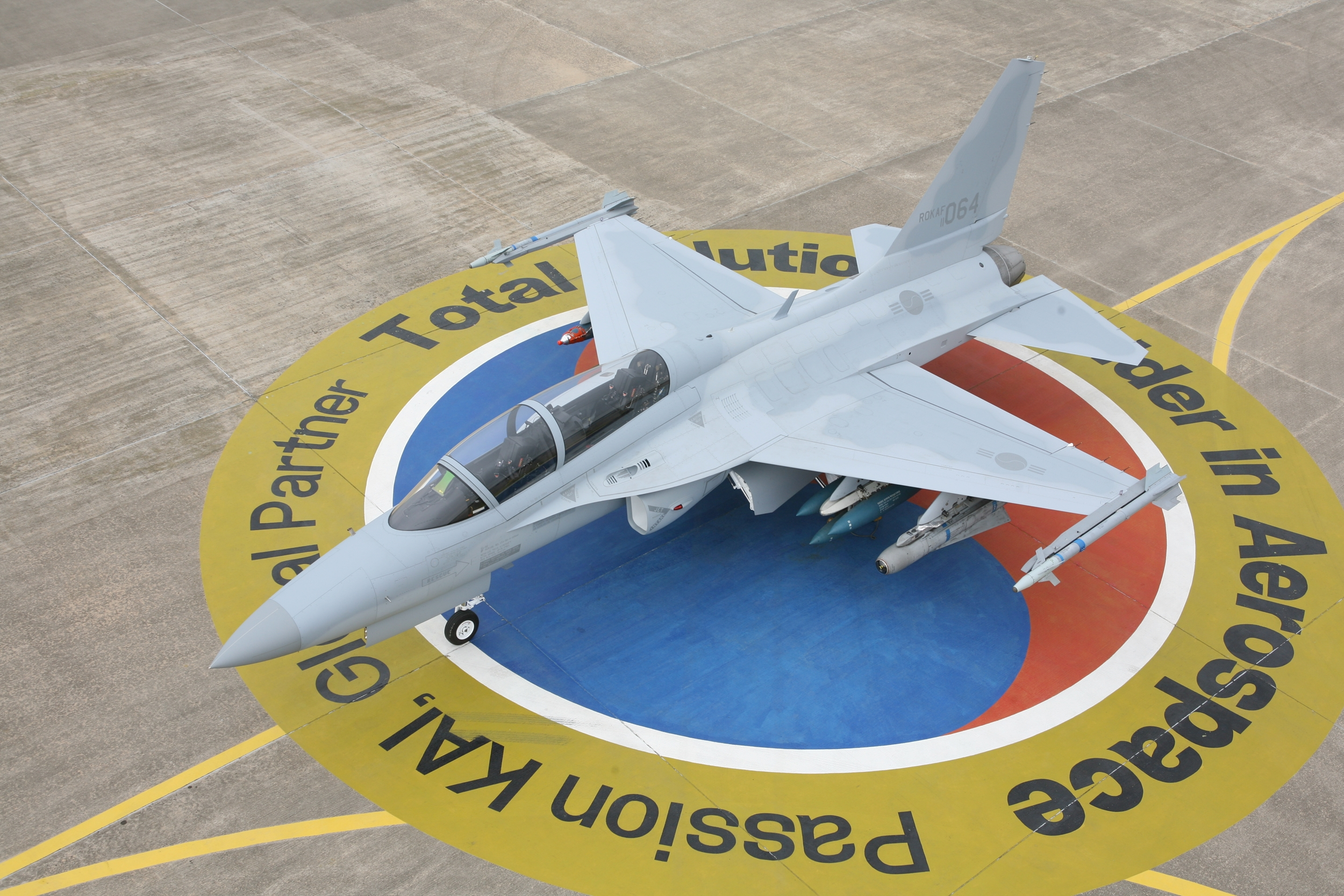
TA-50 Fighting Eagle

داده‌ها از Korea Aerospace, Lockheed Martin
ویژگی‌های عمومی
- خدمه: ۲
- طول: ۱۳٫۱۴۴ متر (۴۳ فوت ۱ اینچ)
- پهنای بال: ۹٫۴۵ متر (۳۱ فوت ۰ اینچ) with wingtip missiles
- ارتفاع: ۴٫۹۴ متر (۱۶ فوت ۲ اینچ)
- مساحت بال‌ها: ۲۳٫۶۹ متر مربع (۲۵۵٫۰ فوت مربع)
- وزن خالی: ۶٬۴۷۰ کیلوگرم (۱۴٬۲۶۴ پوند)
- بیشترین وزن برخاست: ۱۲٬۳۰۰ کیلوگرم (۲۷٬۱۱۷ پوند)
- ظرفیت سوخت: ۵٬۹۲۰ پوند (۲٬۶۹۰ کیلوگرم)
- پیشرانه: ۱ عدد توربوفن با پس‌سوز سامسونگ تک وین تحت لیسانس جنرال الکتریک اف۴۰۴, ۵۳ کیلونیوتن (۱۲٬۰۰۰ پوند-نیرو) thrust dry, ۷۸٫۷ کیلونیوتن (۱۷٬۷۰۰ پوند-نیرو) با پس‌سوز

عملکرد
- حداکثر سرعت: ۱٬۸۳۷٫۵ کیلومتر بر ساعت (۱٬۱۴۱٫۸ مایل بر ساعت، ۹۹۲٫۲ گره) at ۹٬۱۴۴ متر (۳۰٬۰۰۰ فوت)[۹][۱۰]
- حداکثر سرعت: ۱٫۵'"`UNIQ--ref-۰۰۰۰۰۰۱۱-QINU`"''"`UNIQ--ref-۰۰۰۰۰۰۱۲-QINU`"' ماخ
- بُرد: ۱٬۸۵۱ کیلومتر (۱٬۱۵۰ مایل، ۹۹۹ مایل دریایی)
- حداکثر ارتفاع: ۱۴٬۶۳۰ متر (۴۸٬۰۰۰ فوت)
- حد شتاب جی: +۸ −3[۹]
- نرخ صعود: ۱۹۸ متر بر ثانیه (۳۹٬۰۰۰ فوت بر دقیقه)
- نیرو/وزن: ۰٫۹۶